# Старосолдатское (Омская область)
Старосолда́тское — село в Тюкалинском районе Омской области. Административный центр Старосолдатского сельского поселения. Административный центр упразднённого Солдатского района

## География
Село расположено по обеим берегам р. Оша, левого притока Иртыша, примерно в 200 км от города Омска и в 52 км от города Тюкалинска. Ближайшая железнодорожная станция Называевская находится в 125 км. 

## История
Основано в 1762 году переселенцами из Ложниковского погоста Знаменской волости Тарского уезда.
В 1782 году деревня вошла в состав Бутаковской волости.
Численность жителей на конец XVIII века — 80 человек.
В 1854—1855 годах произошло резкое увеличение числа жителей села, когда правительством был организован переезд жителей из центральных губерний в Сибирь. В Сибирскую Солдатку прибыл 561 человек из Фатежского и Белгородского уездов Курской губернии и часть из Воронежской. По обеим берегам р. Оша, в 1 км от старожилов, переселенцы рубили лес, строили дома и хозяйственные постройки. Так произошло образование трёх частей села: Курская сотня, Воронежская сотня, Сибирская Солдатка. До сих пор правобережная часть села именуется «Курской», а левобережная — «Воронежской». В селе появилась школа, три маслозавода, постоялый двор, кузница, 4 мельницы.
Деревянный храм во имя Живоначальной Троицы был построен в селе в 1870 году.
С 1897 года действовала церковно-приходская школа. В 1900 году в ней обучалось 22 мальчика и 4 девочки, вне школы оставалось 150 мальчиков и 173 девочки.
В начале XX века деревня была передана в состав Тюкалинского уезда.
В 1928 году был организован первый ТОЗ. Организаторы решили коллективно работать-производить семенное зерно.
Вскоре в селе было действовало три колхоза: «Красный пушник», «Красный кустарь», «Колхозный путь». Затем они объединились в один колхоз «Путь к коммунизму». В начале земли обрабатывали механизаторы Кабырдакской МТС.
В конце 30-х годов сельская церковь была разобрана, брёвна употреблены на строительство школы.
В 1940 году была создана Солдатская МТС с базой в селе Кутырлы.
23 декабря 1940 года село становится районным центром Солдатского района.
В селе начала быстро развиваться средняя школа, появились учителя с высшим образованием, в том числе из европейской части России. Построена большая больница, открыт санаторий в 1947—1948 годах на 84 места, школа на 500 человек, 9 магазинов, ДК, почта, дом быта, столовая, библиотека.
15 октября 1953 года был упразднён Солдатский район. Село вошло в Тюкалинский район.
В 1957 году из нескольких колхозов был образован совхоз «Солдатский», состоящий из 7 отделений.
В 60-70-е годы в совхоз входили: село Старосолдатское, деревни: Приозёрка, Белоглазово, Карбаиново, Савиново, Буслы. Позже Приозёрка и Белоглазово были отделены для создания нового совхоза «Восточного». В лучшие годы совхоз «Солдатский» был миллионером, занимал призовые места на Всероссийском социалистическом соревновании. В селе была больница, в которой работали терапевтическое, родильное и хирургическое отделения. Рядом с больницей располагался областной санаторий для туберкулёзных больных. В 90-е годы совхоз развалился, больница и санаторий были ликвидированы. 
В начале 60-х деревня Буслы была объявлена неперспективной и к концу 60-х исчезла. Население ее - около 400 человек, вопреки ожиданиям, переселилось не на центральную усадьбу совхоза "Солдатский", а в районный город Тюкалинск и в Омск. В начале нулевых несколько бывших жителей задумали было поселиться "на родине предков" и заняться фермерством. Но фермерство не пошло и сейчас все заброшено. 

## Население
| 1926 | 2010 |
| ---- | ---- |
| 1250 | ↘938 |

### Гендерный состав
По данным Всероссийской переписи населения 2010 года в гендерной структуре населения из 938 человек мужчин — 446, женщин — 492 (47,5 и 52,5 % соответственно).
По переписи 2002 года 586 мужчин, 642 женщины.

### Национальный состав
Согласно результатам переписи 2002 года, в национальной структуре населения русские составляли 98 % от общей численности населения в 1228 чел..

## Инфраструктура
В настоящее время никакого сельскохозяйственного производства, за исключением нетоварного скотоводства на личных подворьях, на территории Старосолдатской администрации нет, бывшие поля заброшены. Ни промышленности, ни местных промыслов в селе нет.
Имеется средняя школа, дом культуры, 5 магазинов, аптека, электроподстанция, больница, почта, отделение дорожно-эксплуатационного управления, библиотека (фонд около 20000 экземпляров). Сегодня в селе построена новая церковь. Открыты две детские площадки, построена бетонная дорога по улице Гагарина.

## Транспорт
Село доступно автотранспортом. По западной окраине проходит автомобильная дорога общего пользования регионального значения 52 К-30 «Тюкалинск — Большие Уки» (идентификационный номер 52 ОП РЗ К-30). От села отходит дорога регионального значения 52 К-34 «Старосолдатское — Колосовка» (идентификационный номер 52 ОП РЗ К-34).